# Kirchberg (Reichmannsdorf)
Der Kirchberg ist ein 725,3 m ü. NHN hoher bewaldeter Berg nordwestlich von Reichmannsdorf im Thüringer Schiefergebirge, Landkreis Saalfeld-Rudolstadt, Thüringen (Deutschland).
Um den zum Naturpark Thüringer Wald gehörenden Kirchberg herum verläuft der 7 km lange „Kirchberg-Rundweg“ – ideal für eine Radtour. Nahe gelegene Gipfel sind der Töpfersbühl (762,6 m), der Aßberg (706,4 m) und der Hasenhügel (697,6 m) zwischen Meura und Wickersdorf.